# Haya griva
La haya (Haya griva) è un dinosauro erbivoro appartenente agli ornitopodi. Visse nel Cretaceo superiore (Santoniano, circa 85 milioni di anni fa) e i suoi resti fossili sono stati ritrovati in Asia (Mongolia). È considerato uno degli ornitopodi più primitivi.

## Descrizione
Questo dinosauro è conosciuto grazie ad alcuni esemplari ben conservati, ritrovati nella formazione Javkhlant, in Mongolia. I resti fossili (otto esemplari) includono giovani e adulti, e insieme vanno a comporre un individuo pressoché completo. Il cranio era piuttosto lungo e basso, vagamente simile a quello di un cavallo. L'osso predentale, tipico degli ornitischi, era affusolato e smussato. Il corpo era snello e leggero, sorretto da due lunghe zampe posteriori adatte alla corsa. Le zampe anteriori erano più brevi e dotate di cinque dita. La coda era molto lunga e sembra fosse sprovvista dei tendini ossificati tipici di gran parte degli ornitopodi. Si suppone che gli esemplari adulti di Haya non raggiungessero i due metri di lunghezza.

## Classificazione
Questo dinosauro è stato descritto per la prima volta nel 2011, ed è considerato un rappresentante basale (primitivo) del gruppo degli ornitopodi, nonostante sia vissuto verso la fine del Cretaceo. Alcune caratteristiche (il predentale smussato, il ramo caudale dello jugale bifido) indicano che Haya potrebbe essere stato imparentato con altri due ornitopodi primitivi vissuti in Asia nel Cretaceo, Jeholosaurus e Changchunsaurus. Si suppone che questa linea evolutiva sia vissuta solo in Asia per svariati milioni di anni, analogamente al gruppo degli "zefirosauri" in Nordamerica. Non è chiaro se lo scarso grado di differenziazione tra gli ornitopodi primitivi in Asia sia solo apparente (dovuto alla scarsità di fossili) o effettivo.
Haya mostra anche una caratteristica in comune con un altro ornitopode di piccole dimensioni, Hypsilophodon: la presenza di una finestra mascellare separata; questa caratteristica, che si pensava fosse esclusiva di Hypsilophodon (un'autapomorfia), è risultata essere quindi più diffusa tra le forme basali (omoplasia). 

## Paleobiologia
È possibile che Haya fosse un animale gregario. La lunga coda apparentemente priva di tendini ossificati doveva essere meno rigida rispetto a quella degli altri ornitopodi; una caratteristica simile è stata riscontrata in Oryctodromeus, un ornitopode nordamericano che probabilmente viveva in tane scavate nel terreno. È quindi possibile che anche Haya avesse simili abitudini, con una coda non rigida per muoversi meglio all'interno di stretti cunicoli.
Nell'esemplare meglio conservato di Haya sono stati ritrovati alcuni sassi arrotondati, interpretati come gastroliti ("pietre del ventre"). Queste pietre sono utilizzate da molti animali erbivori odierni per facilitare la digestione, ed è probabile che Haya le utilizzasse allo stesso modo. È il secondo caso di gastroliti rinvenuti in un fossile di ornitopode, dopo Gasparinisaura.

## Significato del nome
Il nome Haya griva deriva dalla divinità indu Hayagriva, un avatar di Visnù caratterizzata da una testa di cavallo; è un riferimento al cranio allungato di questo piccolo dinosauro, simile a quello di un cavallo.